# Rawdna Carita Eira

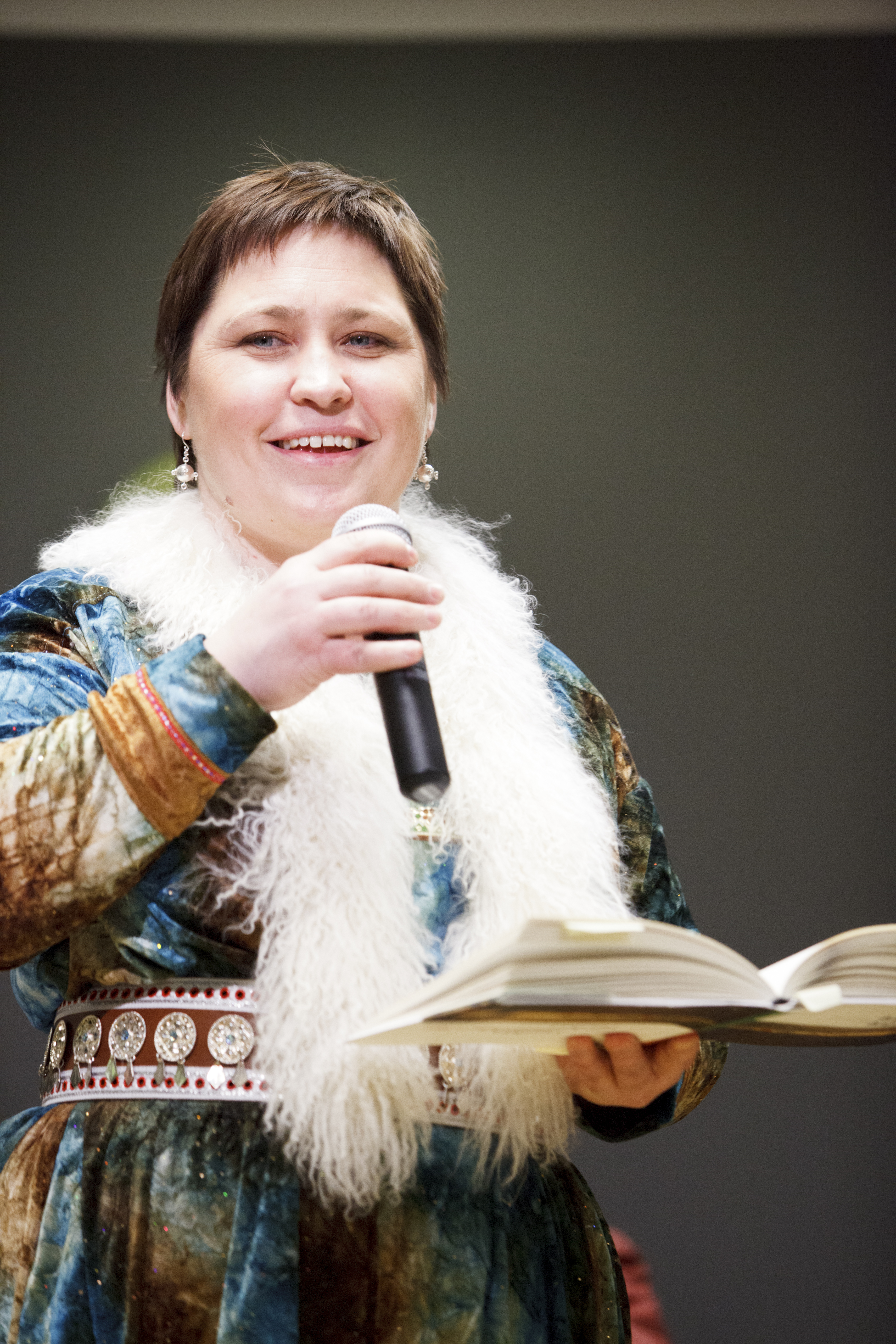
Rawdna Carita Eira.

Rawdna Carita Eira, född 6 oktober 1970 i Elverum i Norge, är en norsk- och samiskspråkig dramatiker och författare.
Rawdna Carita Eira växte upp i Brønnøysund i Nordland fylke i Norge och utbildade sig till lärare. Hon har arbetat som renskötare och lärare  samt som inspicient och dramatiker knuten till den samiska nationalteatern Beaivváš Sámi Teahter. Hon har skrivit texter till egna låtar och till melodier av bland annat Mari Boine. 
Rawdna Carita Eira debuterade i bokform 2011 med den tvåspråkiga ruohta muzetbeallji ruohta/løp svartøre løp, vilken nominerades till Nordiska rådets litteraturpris 2012. Den handlar om en ung flickas en vandring genom livet och genom Sápmi i hennes renoxes Svartøres sällskap i ett besjälat landskap i Nils-Aslak Valkeapääs berättartradition, och samtidigt en hyllning till samernas land och liv.
Hon bor i Kautokeino.